# Хамболт (река)
Хамболт (енгл. Humboldt River) је река која протиче кроз САД. Дуга је 531 km. Протиче кроз америчку савезну државу Неваду. Улива се у Хамболт Синк.